# Cantus catholici
Cantus catholici, il cui titolo completo è Cantus catholici, pysné katoljcke Latinské, y Slowenské: Nowé y Starodawné. Z kterymi Krestiané w Ponnoňygi Na Wýročné Swatky, Slawnosti, pry Službe Boži, a w ginem obwlasstnem času, z pobožnosti swé Krestianské vžýwagi traducibile con "Cantus catholici, canti cattolici Latini e Slovacchi, nuovi e antichi. Di cui si servono i Cristiani della Pannonia per le Feste dell'Anno, Celebrazioni, per il Servizio di Dio, e in altri tempi particolari, per la devozione cristiana", fu il primo libro stampato in Slovacchia per i canti liturgici cattolici e per la catechesi.
Fu compilato a Levoča nel 1655 da padre Benedikt Sőlőši, un gesuita che predicava le missioni popolari. Paradossalmente fu stampato la prima volta nella tipografia evangelica di Vavrinec Brewer. Una seconda edizione fu stampata a Trnava nel 1700.

## Storia
L'idea di pubblicare un libro di canti è frutto del sinodo dell'arcidiocesi di Strigonio riunitosi a Trnava nel 1629. Nello stesso sinodo fu deciso di abbandonare il Messale strigoniense in favore del Messale Romano di San Pio V del 1570. I canti furono utilizzati anche per accompagnare la liturgia.
Nel 1681 sarà pubblicato il Cantionale Rituale, destinato alle chiese di borghi e villaggi: oltre a canti in latino, ne raccoglie altri in slovacco.

## Contenuto
L'autore nell'introduzione alla sua opera spiega l'origine dei canti, loda la religiosità e l'amore per il canto del suo popolo e ricorda l'attività missionaria dei santi Cirillo e Metodio presso gli Slavi, da cui fa discendere il loro diritto di servirsi della propria lingua anche per la liturgia. Queste considerazioni forniranno la base per la tesi storiografica della continuità della tradizione cirillometodiana in Slovacchia.
Il libro contiene 290 canti, di cui 227 sono in slovacco occidentale, in quanto la lingua slovacca moderna sarà codificata solo nel XIX secolo. Altri 66 canti sono in latino e uno è bilingue.
Il libro conta 336 pagine ed è diviso in quattro sezioni: canti liturgica, canti universali, canti catechetici (era infatti uso accompagnare con il canto le lezioni di catechismo) e canti di pietà popolare.
Fra le fonti più importanti del repertorio di canti ci sono due canzonali editi entrambi a Olomouc in Moravia: quello di Jan Rozenplut del 1601 e quello di Jiří Hlohovský del 1622. Altre fonti importanti furono un altro canzonale pubblicato da Benedikt Sőlőši con lo stesso titolo Cantus catholici nel 1651, che raccoglie canti in latino e in ungherese e il canzonale evangelico Cithara Sanctorum compilato da Juraj Tranovský nel 1636, che nel 1655 era già giunto alla sua quarta edizione.